# Luc Reul
Luc Reul (13 luglio 1959) è un allenatore di calcio a 5 ed ex giocatore di calcio a 5 belga.

## Carriera
Reul ha legato buona parte della sua carriera al Ford Genk di cui è stato sia giocatore che, in seguito, allenatore per quattro stagioni. Con la nazionale maschile di calcio a 5 del Belgio ha disputato il FIFA Futsal World Championship 1989 nel quale i diavoli rossi hanno raggiunto il quarto posto finale, venendo sconfitti nella finalina dagli Stati Uniti. In totale, Reul ha disputato 25 incontri con la nazionale, realizzando 2 reti.